# Rumbyätten
Rumbyätten är en konventionell benämning på en medeltida svensk frälsesläkt som namngetts efter en gammal namnform för gården Runby i Eds socken, Vallentuna härad. Möjligen har ätten kopplingar till Borrestaätten och Jarlabanke, och kan även ha haft anknytning till Runsaborg, en befäst stormannagård i samma socken.
Vapen: en schackspelsrutad balk, eller bjälke.

## Bakgrund
Området kring Runby har gamla anor, och kan ha bebotts av personer med kopplingar till Borrestaätten och Jarlabanke.
Det har på något lösa grunder föreslagits att Runby var Sätesgård redan på 1160-talet var stamgård för ätten, vars stamfar Peter (och en möjlig bror Germund), skall ha kommit från Njudung i Småland, först till gården Lundby i nuvarande Vrigstad, och sedan enligt det så kallade Vibydokumentet till Runby när man hade börjat bygga Eds kyrka vid mitten av 1100-talet, efter att de hade donerat Lundby till Nydala kloster. Peters son Lars Petersson var lagman i Tiundaland, dennes son Peter Larsson var kungligt råd och förnyade en donation till Nydala 1238. Peter Larsson var far till Lars Petersson, lagman i Östergötland och bror till Filip Petersson, död (avrättad) 1251 efter slaget vid Herrevadsbro.  Enligt Skänningeannalerna var Lars Petersson och Filip Petersson söner till kung Erik Knutssons dotter Katarina Eriksdotter,  och om deras härstamning från ovan nämnde stamfar Peter berättas i ett tillkännagivande 1238 om egendom i Ekesjö, vilket bekräftas 1246 i ett dokument angående gården Lundby.
 Riddaren Filip Finvidsson som i Upplandslagens stadfästelsebrev också kallas Filip röde, var dotterson till den ovan nämnde  Filip Petersson. Den omtalade namnformen Filip av Rumby förmedlad via Peter Andreas Munch i Det norske folks historie och Anders Magnus Strinnholm i Svenska folkets historia från äldsta till närwarande tider, har påståtts vara ett påhittat namn som inte återfinns i några källor, men namnformen Filip av Rumby (Philippi de Runby) förekommer i Svenskt Diplomatariums huvudkartotek över medeltidsbreven.
Filip Finvidsson var motståndare till Magnus Ladulås och deltog i Filipssönernas uppror mot kungen men klarade sig till skillnad från övriga upprorsledare från att bli halshuggen, och medverkade senare till författandet av Upplandslagen.
Karakteristiskt för Rumbyätten var dess starka kyrkliga anknytning. Två av Filips söner var kyrkoherdar (sockenpräster) i Uppland, Bengt i Litslena socken och Johan i Knivsta. En tredje son, Peter, blev ärkebiskop. Filips fjärde son Jedvard Filipsson var riddare och med honom dog ätten ut på svärdssidan strax före 1330.

## Släkttavla
1. Finvid, gift med en kvinna med okänt namn, dotter till Filip Petersson, som avrättades 1251 av Birger jarl efter slaget vid Herrevadsbro.
  1. Filip Finvidsson av Rumby var troligen född på 1240-talet och gift med en Karlsdotter. Det har föreslagits att hon var en dotter till Karl Tjälfvesson (Fånöätten) på Fånö vid Ekolsund och hans hustru Ingegärd Filipsdotter (Aspenäsätten), dotterdotter till jarlen Birger brosas son Knut jarl. Av Filips fyra söner avlade tre  celibatlöfte och den fjärde var också barnlös, medan döttrarna fick ättlingar via Bjälboättens oäkta gren och ätten Örnsparre. [8]
    1. Bengt Filipsson, kyrkoherde i Litslena socken.
    2. Johan Filipsson, kyrkoherde i Knivsta.
    3. Peter, ärkebiskop av Uppsala stift från 1332 till sin död 1341.
    4. Jedvard Filipsson, riddare. Död  före 1330.
    5. en dotter, var nunna
    6. N. N. Filipsdotter, gift med Johan Ingevaldsson (Örnsparre).
    7. Ingegerd Filipsdotter (1295 - 1328), gift med Magnus Gregersson (Bjälboättens oäkta gren) och fick sju barn.